# アカとブルー
『アカとブルー』(Aka to Blue)は、タノシマス開発・配信による有料買い切り型スマートフォン用ゲームアプリ。
日本語版は2017年8月10日にAndroid版・iPhone/iPad版が同日に配信された。9月26日のver.1.1.0よりローカライズ(海外版)対応開始。
アーケード版『アカとブルー タイプレボリューション』についても本項で扱う。

## 概要
本作はスマートフォンのタッチパネルだけで操作するシステムの弾幕系シューティングである。
自機は2タイプ、ステージは全5ステージ。
Unityを利用して製作されている。
開発元のタノシマスは、ケイブで『赤い刀 真』『DODONPACHI MAXIMUM』『怒首領蜂最大往生』の開発にかかわった木村浩之、藤岡裕吾の2人が独立創業した会社であり、非常に激しい弾幕や大量に発生する得点アイテムなどに、これらの作品との共通点が見られる。開発側の意向により、動画投稿を一切禁止、家庭用ハードへの移植は一切しないと言及されている。

## 対応機種
- iOS版：iOS 9.0以上、iPhone 5s以降、iPad Air以降
- Android版：Android 6.0以上（推奨スペック：クアッドコアCPUおよび3GB以上のメモリ）

## ゲームシステム

### 基本
- タッチパネルで指をスライドさせた方向に自機が移動する（画面のどこをタッチしても良い）。自機のタイプによる移動速度の違いはないが、設定で指の移動量に対する自機の速度を変更することができる。
- 自機のショットは、画面をタッチしている間は発射され、画面から指を離すと止まる。設定で常に発射し続けるように変更することもできる。
- 敵の弾や敵本体に当たってしまうとミスとなる。
- プレイヤーの残機は3でスタート。ステージをクリアするとクリア時の残機数にかかわらず、次のステージはまた残機3で始まる。

### BOMB
- 以下の行為で画面下のゲージが溜まっていき、ゲージが1以上溜まった状態で画面を指2本でタッチすると「BOMB」が発動する。（指一本のダブルタップで発射するよう設定変更も可能）。
  - 敵機にショットを撃ちこむ
  - 敵機および破壊可能弾をショットで破壊する
  - 敵弾をBOMBで消す
- BOMBのレベルは5段階で、以下の効果を持つ。
  - 自機の周りの敵弾を消す（全レベル）
  - 大型の青い弾が飛んで行き、弾に巻き込んだ敵弾を消し、敵に大ダメージを与える（レベル2以上）
    - 青い弾が敵キャラに当たると、大量のスコアアイテムが放出される
    - 青い弾の大きさおよび飛距離は、レベルが高いほど大きくなる。
- BOMBで敵や敵弾を破壊してもゲージは溜まり、1以上溜まれば再度BOMBを撃つことができる。ただし撃ったBOMBが画面から消えてからでないと再発射はできない。
- BOMB発射中は自機は無敵にはならない。
- 「AUTO BOMB」機能がONの場合、敵弾に当たると自動でレベル1のBOMBが発動する。

## ストーリー
オリシア国が突如、「クロ・グウロ」と名乗る人物の率いる無人機部隊に制圧された。
オリシア軍が窮地に立たされ兵士不足となったことから、少女と言ってもいい年齢の新人兵士たちも、最後の抵抗として戦闘に駆り出された。
その中の1人に弱冠16歳の「ブルー・サーニ」がいた。
しかし、『紫の悪魔』と称された浮遊機一機の手により部隊は全滅してしまう。ブルーは奇跡的に致命傷を免れとある島に不時着し、そこに住む「アカ・シンク」に介抱され一命を取りとめた。
島には2機の高性能な戦闘機“飛翔機”が隠されていた。適合者でなければ動かせないはずの飛翔機、その片一方の「ブルーアウル」をブルーはなぜか起動させることができてしまった。
ブルーはアカの駆るもう1機の飛翔機「ファイアバード」と共に、オリシアを救うための反攻作戦を開始した。

## 登場人物

### プレイヤーキャラクター
アカ・シンク
声 - 武内駿輔
赤髪の男性。50歳。「ファイアバード」パイロット。20年前の「アーカイア大戦」で敵国「軍事国家ヘーレ」の総統ブラックを失脚させるも、その際にパートナーのアオを失ってしまう。それをきっかけに、終戦後は空を飛ぶことをやめ無人島で暮らしていた。熱血で大雑把な性格。
ブルー・サーニ
声 - 越乃奏
青髪の女性。16歳。「ブルーアウル」パイロット。軍での実戦経験がほとんどない新人でありながら、オリシア軍の兵士不足により前線に駆り出された。真面目な性格だが、戦闘時は無鉄砲な面も見せる。

### 敵キャラクター
ムラサキ・エドゥ
声 - 佐々木啓夫
紫髪の男性。20年前に死んだはずの人物だが、当時と同じ姿でアカたちの前に現れる。ヘーレの精鋭部隊に所属していたエースパイロットで、普段は冷静沈着に任務をこなすが、キレると粗暴な性格があらわになる。ブルーたちオリシア軍からは「紫の悪魔」と呼ばれている。
クロ・グウロ
声 - 駒田航
黒髪の男性。23歳。無人機部隊およびムラサキを従え、「粛清」と称してオリシアへ進攻し、そこに住む人間を虐殺しようとしている。

## 自機
この世界の通常の航空機や戦闘機は「浮遊機」と呼称されているが、それとは一線を画す高性能な機体であることを示すため、2つの自機は「飛翔機」と呼ばれている。
ファイアバード(FIRE BIRD)赤色の機体。ワイドショットと、前方に飛ぶBOMBを持つ。
ブルーアウル(BLUE OWL)青色の機体。前方集中ショットと、射角が操作できるBOMBを持つ。

## ステージ構成
| Stage | 内容 | ボス                                          | 曲名                            |
| ----- | --- | --------------------------------------------- | ------------------------------- |
| 1     | 島からオリシア本土に進入し、進攻の足掛かりとして滝の上のレーダー基地を破壊する。                                                                       | テガーク・ルクール                            | RED 7029                        |
| 2     | 追手の攻撃を避けながら海上を進攻する2機の前に、死んだはずのムラサキが立ちふさがる。                                                                    | イソノフ・NE                                  | BLUE SKY BLUE SEA               |
| 3     | 進攻ルートにしようとしていた鉄道用トンネルの入口が破壊されてしまった。とっさの判断で並行して走る高速道路のトンネルへ突入するが……                       | レッシャー＆キッシャー                        | LET’S GET KINETIC AND FRENETIC! |
| 4     | クロが、オリシアの巨大浮遊艦を市街地に落として人々を粛清しようとしていた。2機はそれを阻止するため、浮遊艦の機能を停止させる。                          | 擬似ブレンダー”メ・ダーマ”                    | AKA TO BLUE                     |
| 5     | クロが居る軌道エレベーター「アセンション・タワー」の頂上へと向かうため、飛翔機の本当の機能がついに発揮される。しかしその道中ではムラサキが待っていた。 | 烈旋機ヴァイオレットインパルス弐式 コウノトリ | BREAK THROUGH                   |

## サウンド
BGMは全曲WASi303が担当。イケダミノロックがギター演奏で参加。

## アーケード版
『アカとブルー タイプレボリューション（AKA & BLUE TYPE-R）』のタイトルで2019年11月27日より稼働開始。Show Me Holdings開発による業務用システム基板「exA-Arcadia」の第1弾タイトルとなる。
英語タイトルは「AKA TO BLUE」から「AKA ＆ BLUE」へ変更されている。
※以下情報の参照元はこちら

### 操作系
自機の操作が8方向レバー＋3ボタンに変更された。
新たにAボタンに集中ショットが実装され、ボタンを押しっぱなしにすると前方集中ショットが撃てるがその間、自機の移動速度が遅くなる。従来のショットはCボタンに配置された。
BOMBはBボタンで発射する。性能はスマホ版と同様だが、後述するチェインボーナスの発生条件が変更されている。

### ゲームモード
ゲーム開始時に「ARCADE」と「SCORE ATTACK」のいずれかを選択する方式となった。

#### ARCADE
全5ステージ。初期ライフは3で、スマホ版と違いステージクリアしてもライフが回復しない。オートボム使用不可。ステージ選択が廃止された。ライフを全て失った場合、追加クレジット投入でその場からのコンティニューが可能。

#### SCORE ATTACK
任意のステージをひとつだけプレイ出来る。初期ライフは４。オートボムの搭載・非搭載が選択可能。ゲーム開始時からボムゲージが最大になっている。またステージ中のキャラクターの会話演出が全てオミットされる。

### チュートリアル
プレイ方法をブルー・サーニが説明してくれるチュートリアル画面が追加された（スキップ可能）。

### グラフィック
exA-Arcadiaの表示解像度に合わせてキャラクター・背景とも全面的に描き直され、オブジェクトのアニメパターンが大幅に増量された。飛翔機やボスキャラはディテールを大幅に追加されスマホ版とはデザインが異なる。主人公達のイメージイラストも新たに描き下ろされ、頭身がやや上がった。
画面比率は16:9と4:3に対応。画面比率によらずキャラクターの出現・動作タイミングが同一になる様に調整されている。横画面にも対応し、その際はインフォメーション表示の配置が変化し、プレイ画面の表示範囲が縦横で変わらない様になっている。
ゲーム中、キャラクターが会話する際に出現するミニウィンドウ内のキャラクター絵は新たにアニメーションする様になり、セリフ字幕が表示される様になった。

### サウンド
スマホ版作曲者であるWASi303はプロデュースを担当し、本作BGMは佐藤豪バンド・FANTOM IRIS・O.T.K.によるアレンジ楽曲の生演奏を収録して実装されている。また、新曲が4曲追加されている。
効果音は佐藤豪により全て作り直された。キャラクターボイスはブルー・サーニのみ新規追加録音されている。ボイス音質は全キャラクターとも高音質化されている。

### チェインボーナス
スマホ版では「敵弾をBOMBで消した分だけチェインボーナスが加算される」システムであったが、ボス戦で粘るプレイヤーがいた事により長時間プレイのおそれがある為廃止し、新たに「ボムの発動中にできるだけ敵機を破壊する・敵機に接近して破壊する事で加算される」様に変更された。またボス戦で長時間粘った場合、ボスが殺傷能力の高い攻撃を仕掛けてくる様になった。

### 特別バージョン
2020年3月6日より同年10月14日まで、スープカレー店・マジックスパイス札幌本店にのみ本作の特別バージョン「アカとブルー タイプレボリューション Ver.MAGIC SPICE」のプレイアブル筐体が期間限定で設置されていた。マジックスパイスの他の支店には導入されない。
これは本作の実現に協力した高田馬場ゲーセンミカドと、マジックスパイスの二社による飲食コラボ企画の1つとして実現したもの。ゲーム内容に変更はないが、本バージョン専用のタイトルグラフィック等が追加されている。
本機設置終了の2020年10月に至っても道内で本作を導入しているロケーションが他に存在しなかった為、道内で本作を遊びたい場合はこのコラボ企画期間中に来店してプレイする他に方法がなかった。
なおこの特別バージョンは、CAMPFIREで実施された本作サウンドトラックのクラウドファンディングの返礼品として、ExA基板とのセットまたはROM単体で数量限定ながら入手する事が出来た。